# Jagstgau
|  | Dieser Artikel oder Abschnitt wurde wegen inhaltlicher Mängel auf der Qualitätssicherungsseite der Redaktion Geschichte eingetragen (dort auch Hinweise zur Abarbeitung dieses Wartungsbausteins). Dies geschieht, um die Qualität der Artikel im Themengebiet Geschichte auf ein akzeptables Niveau zu bringen. Dabei werden Artikel gelöscht, die nicht signifikant verbessert werden können. Bitte hilf mit, die Mängel dieses Artikels zu beseitigen, und beteilige dich bitte an der Diskussion! |

Der Jagstgau war ein mittelalterlicher Gau am Unterlauf der Jagst im Norden des heutigen Baden-Württembergs.
Andere Schreibweisen sind Jagesgowe, Jasesgewe, Jagesgewe und Jaisesgawe.
Er umfasste unter anderem die heutigen Orte Berlichingen, Jagsthausen, Ruchsen, Möckmühl, Züttlingen, Allfeld, Herbolzheim und Jagstfeld.